# Олбані (Джорджія)
Олбані (англ. Albany) — місто (англ. city) в США, адміністративний центр округу Доґерті штату Джорджія. Населення — 69 647 осіб (2020).

## Географія
Олбані розташоване за координатами 31°34′40″ пн. ш. 84°10′46″ зх. д. / 31.57778° пн. ш. 84.17944° зх. д. (31.577669, -84.179453), у південно-західній частини штату Джорджія, на березі річки Флінт. За даними Бюро перепису населення США в 2010 році місто мало площу 144,75 км², з яких 142,77 км² — суходіл та 1,97 км² — водойми.

### Клімат
| Клімат : Олбані         | Клімат : Олбані | Клімат : Олбані | Клімат : Олбані | Клімат : Олбані | Клімат : Олбані | Клімат : Олбані | Клімат : Олбані | Клімат : Олбані | Клімат : Олбані | Клімат : Олбані | Клімат : Олбані | Клімат : Олбані | Клімат : Олбані |
| Показник                | Січ.            | Лют.            | Бер.            | Квіт.           | Трав.           | Черв.           | Лип.            | Серп.           | Вер.            | Жовт.           | Лист.           | Груд.           | Рік             |
| Абсолютний максимум, °C | 28,3            | 30,0            | 33,9            | 36,1            | 38,9            | 41,1            | 41,7            | 40,0            | 41,1            | 37,2            | 36,1            | 29,4            | 41,7            |
| Середній максимум, °C   | 15,6            | 18,3            | 22,2            | 25,6            | 29,4            | 32,2            | 33,9            | 33,3            | 31,1            | 26,7            | 21,7            | 17,2            | 25,6            |
| Середній мінімум, °C    | 1,7             | 3,3             | 7,2             | 10,0            | 15,0            | 19,4            | 21,1            | 21,1            | 18,3            | 11,1            | 6,7             | 3,3             | 11,6            |
| Абсолютний мінімум, °C  | −17,2           | −11,7           | −12,2           | −2,8            | 3,9             | 7,8             | 13,9            | 13,3            | 2,8             | −2,2            | −10             | −14,4           | −17,2           |
| Норма опадів, мм        | 155             | 121             | 145             | 90              | 98              | 124             | 161             | 111             | 96              | 62              | 96              | 97              | 1356            |
| ----------------------- | --------------- | --------------- | --------------- | --------------- | --------------- | --------------- | --------------- | --------------- | --------------- | --------------- | --------------- | --------------- | --------------- |
| Джерело:                |                 |                 |                 |                 |                 |                 |                 |                 |                 |                 |                 |                 |                 |

## Демографія
Згідно з переписом 2010 року, у місті мешкали 77 434 особи в 29 781 домогосподарстві у складі 18 515 родин. Густота населення становила 535 осіб/км².  Було 33436 помешкань (231/км²).
Расовий склад населення:
| - 71,6 % — чорних або афроамериканців - 25,2 % — білих - 0,8 % — азіатів - 0,2 % — корінних американців - 0,1 % — вихідців з тихоокеанських островів |

До двох чи більше рас належало 1,1 %. Частка іспаномовних становила 2,1 % від усіх жителів.
За віковим діапазоном населення розподілялося таким чином: 26,4 % — особи молодші 18 років, 62,3 % — особи у віці 18—64 років, 11,3 % — особи у віці 65 років та старші. Медіана віку мешканця становила 31,4 року. На 100 осіб жіночої статі у місті припадало 85,6 чоловіків;  на 100 жінок у віці від 18 років та старших — 79,8 чоловіків також старших 18 років.
Середній дохід на одне домашнє господарство  становив 43 482 долари США (медіана — 29 676), а середній дохід на одну сім'ю — 50 213 долари (медіана — 34 252). Медіана доходів становила 36 565 доларів для чоловіків та 28 064 долари для жінок. За межею бідності перебувало 33,8 % осіб, у тому числі 47,4 % дітей у віці до 18 років та 19,0 % осіб у віці 65 років та старших.
Цивільне працевлаштоване населення становило 27 655 осіб. Основні галузі зайнятості: освіта, охорона здоров'я та соціальна допомога — 28,0 %, роздрібна торгівля — 12,2 %, мистецтво, розваги та відпочинок — 11,4 %.

## Транспорт
За 6 км на північний захід від центру міста розташований невеликий аеропорт.

## Відомі уродженці
- Джеральд Бром (* 1965) — американський художник-фантаст.
- Рей Чарльз — американський музикант, виконавець музики в стилях соул, джаз і ритм-енд-блюз.